# Rio Piquirí

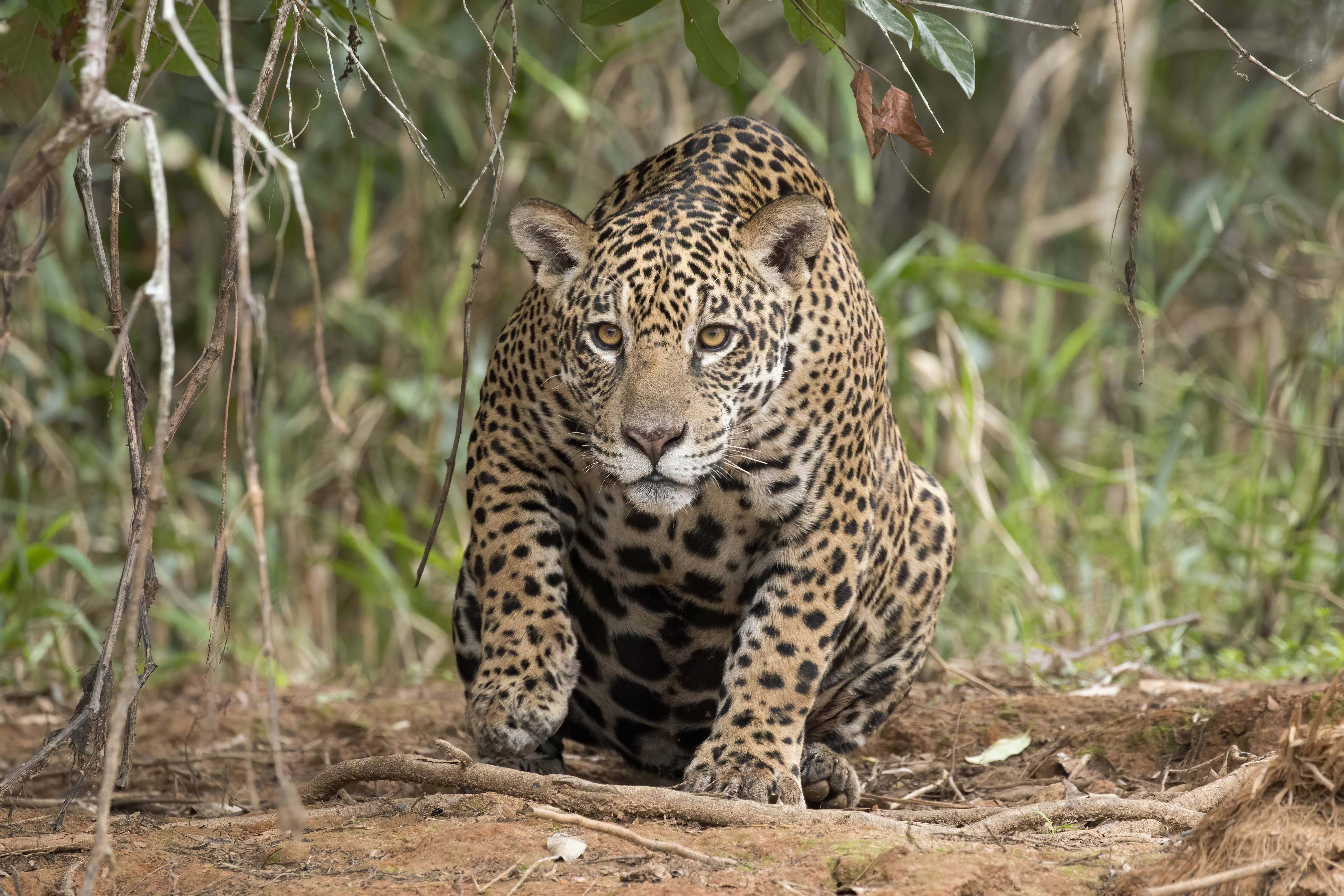
Panthera onca palustris no rio Piquirí.

Rio Piquirí é um rio do estado de Mato Grosso, no Centro-Oeste do Brasil. É um afluente do rio São Lourenço.

## Curso d'água
O rio Piquirí nasce no sul de Mato Grosso na convergência dos rios Peixe de Couro e Itiquira. Flui para o oeste até a fronteira entre Mato Grosso e Mato Grosso do Sul, onde é unido pelo rio Correntes. Continua a serpentear para oeste ao longo da fronteira entre os dois estados brasileiros até chegar ao São Lourenço. Define a fronteira sul do Parque Estadual de Encontro das Águas, juntando-se ao São Lourenço, no limite sudoeste do parque. A região, rica em cursos d'água e suporta a vegetação pantaneira.